# Klaus D. Mapara

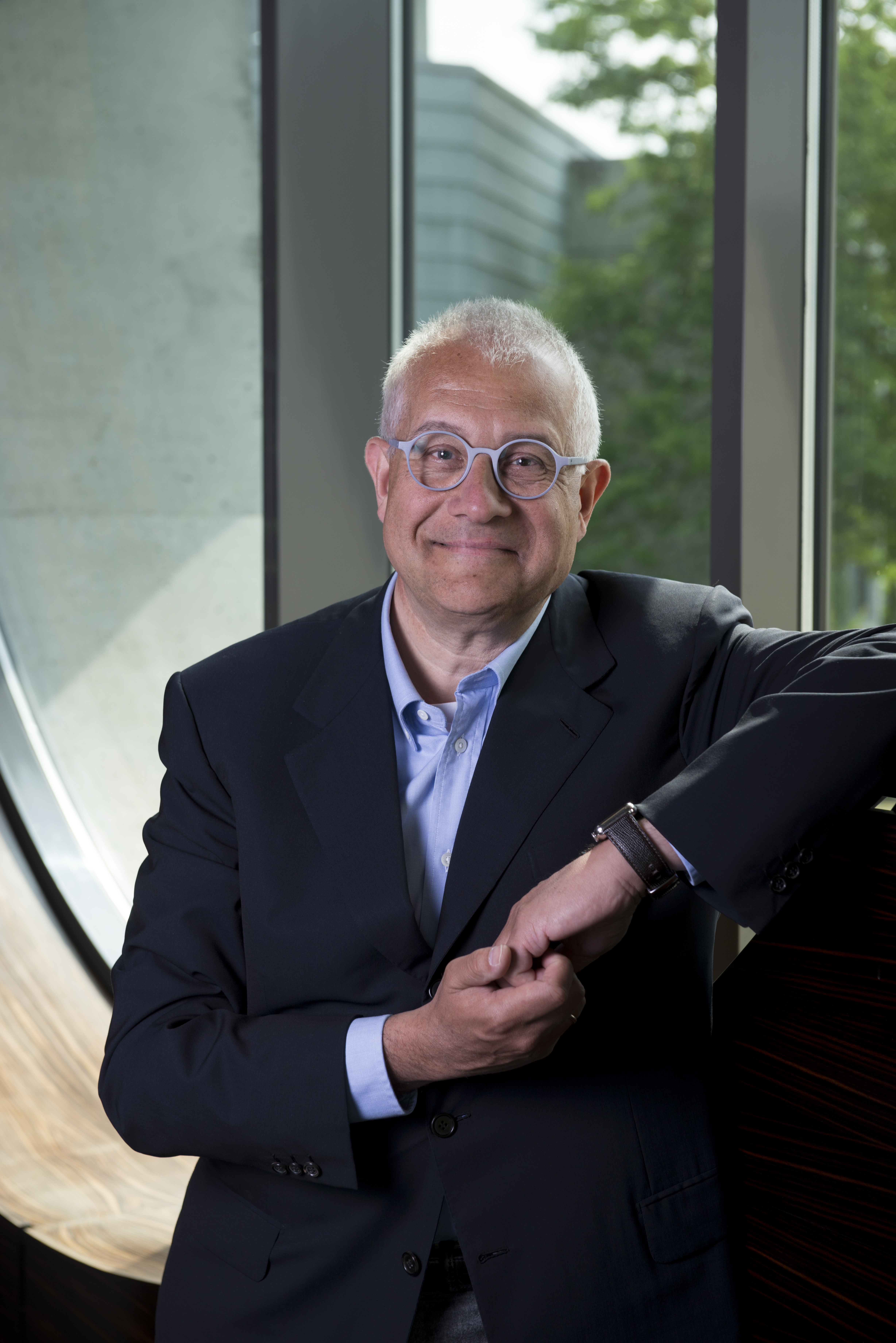
Klaus D. Mapara

Klaus-Dinkar Mapara (* 22. März 1958 in Köln) ist ein deutscher Unternehmer und leitet als geschäftsführender Gesellschafter seit 1993 die Krick Unternehmensfamilie, ein Informations- und Kommunikationsunternehmen mit Hauptsitz in Eibelstadt bei Würzburg. Von 2019 bis Ende Januar 2023 war Mapara Präsident der Industrie- und Handelskammer Würzburg-Schweinfurt. Außerdem war er 2021 Mitglied im Vorstand der Deutschen Industrie- und Handelskammer (DIHK), sowie bis Ende 2024 im Präsidium der Deutschen Industrie- und Handelskammer. Ferner verbleibt Mapara als Vizepräsident in der Industrie- und Handelskammer Würzburg-Schweinfurt.  

## Leben
Klaus D. Mapara wurde 1958 in Köln geboren und lebte bis 1969 in Neu-Delhi (Indien) sowie in Brüssel (Belgien). 

## Karriere

### Akademische Laufbahn
Nach seinem Abitur in Heidelberg ging Mapara zur Bundeswehr. Anschließend absolvierte er eine Ausbildung zum Reserveoffizier. Klaus Mapara studierte nach seiner Zeit bei der Bundeswehr Rechtswissenschaft, Volkswirtschaftslehre, Archäologie und Alte Geschichte in Heidelberg und Lausanne. Sein erstes Staatsexamen legte Mapara in Heidelberg ab, wo er anschließend am Landgericht seine Referendarzeit verbrachte. Danach absolviere er sein Assessorexamen in Baden-Württemberg. Zwischen den beiden Examina war Mapara Assistent an der Universität Montpellier am Centre du Droit de l’Enterprise sowie bis 1988 Wissenschaftlicher Mitarbeiter am Institut für Ausländisches- und Internationales Privat- und Wirtschaftsrecht der Universität Heidelberg. 1987 promovierte er in Montpellier.

### Unternehmer
Im Jahr 1988 stieg Klaus Mapara in die Krick Unternehmensfamilie als Assistent des Firmengründers Robert Krick ein und war für die Themen Geschäftsentwicklung und Digitalisierung verantwortlich. 1993 kaufte Klaus Mapara die Krick Unternehmensfamilie im Rahmen eines Buy-Out. Was 1946 als Unternehmen für Wirtschaftswerbung und lokale Informationsmedien und Verzeichnisse startete, wurde unter der Führung von Klaus Mapara über die Jahre zu einer breit aufgestellten Unternehmensfamilie mit zusätzlichen Aktivitäten in den Bereichen IT-Dienstleistung und Onlinemarketing.

### IHK Würzburg-Schweinfurt
Klaus D. Mapara ist seit 2005 Mitglied des IHK-Präsidiums. Im Jahre 2015 wurde er zum Vizepräsidenten gewählt und erhielt die Große Ehrenmedaille der IHK Würzburg-Schweinfurt. Von 2019 bis Ende Januar 2023 war Mapara Präsident der mainfränkischen IHK. Seit Ende Januar 2023 ist er erneut Vizepräsident. Für seine Verdienste um die mainfränkische Wirtschaft wurde dem Unternehmer 2022 der goldene Ehrenring der IHK Würzburg-Schweinfurt verliehen.

## Weitere Ämter und ehrenamtliche Tätigkeiten
Von 1993 bis 1995 war Mapara Sprecher der Vorstandschaft der Wirtschaftsjunioren Würzburg. Heute zählt er zu den Fördermitgliedern des Vereins.
Von 1998 bis 2003 war Mapara Präsidiumsmitglied des Verbands Deutscher Auskunfts- und Verzeichnismedien (VDAV). Von 2007 bis 2011 war Klaus Mapara Mitglied im Hochschulrat der Universität Würzburg.
Von 2010 bis 2011 war Mapara Präsident des Rotary Clubs Würzburg.
Von 2015 bis 2020 fungierte Mapara als Mitglied des Aufsichtsrats des Klinikums Würzburg Mitte (früher missionsärztliche Klinik).
Seit 2017 ist Mapara außerdem Mitglied im Kuratorium der Julius-Maximilians-Universität Würzburg.
Mit der Mapara Stiftung gründete er 2018 eine Stiftung des bürgerlichen Rechts zur Förderung von Wissenschaft und Forschung, Erziehung, Volks- und Berufsausbildung sowie der Studentenhilfe.
Aktuelle Projekte der Stiftung:
- Förderung der MINT-Sommerschulen[12] der Universität Würzburg, ein Projekt, welches Schülerinnen und Schülern praktische Einblicke in die Studienfächer Biologie, Chemie, Mathematik, Informatik und Physik gibt
- Unterstützung eines Projekts zu Steigerung des Interesses am Fach Mathematik von Mädchen und jungen Frauen des Instituts für Mathematik der Universität Würzburg
- Förderung eines Projekts zur Erstellung eines deutschsprachigen Korpus für Hate Speech des Lehrstuhls für Computerphilologie und neuere deutsche Literaturgeschichte der Universität Würzburg[13]
- Unterstützung eines gemeinsamen Seminars der juristischen Fakultäten Heidelberg und Montpellier mit dem Thema „Digitalisierung im Spiegel des Rechts – ein deutsch-französischer Vergleich“[14]

2021 wurde Klaus D. Mapara in den Vorstand des Deutschen Industrie- und Handelskammertages (DIHK) gewählt. Er vertritt die Interessen mainfränkischer und bayerischer Unternehmen auf höchster wirtschaftspolitischer Ebene in Berlin. Zuvor war Mapara mehrere Wahlperioden im Telekommunikationsausschuss des DIHK.
Zudem ist Klaus D. Mapara Handelsrichter am Landgericht Würzburg.
Im April 2023 wurde Mapara die Staatsmedaille für besondere Verdienste um die bayerische Wirtschaft durch Bayerns Staatsminister für Wirtschaft, Landesentwicklung und Energie, Hubert Aiwanger verliehen.